# Laughlin (Nevada)
Laughlin ist eine Stadt (census-designated place) im Süden Nevadas am Colorado an der Grenze zu Arizona ca. 152 Kilometer südlich von Las Vegas. Das U.S. Census Bureau hat bei der Volkszählung 2020 eine Einwohnerzahl von 8.658 ermittelt.
Die Stadt hat nach Las Vegas und Reno die drittmeisten Casinos in Nevada. Sie wurde nach ihrem Gründer Don Laughlin, dem Besitzer des Riverside Resorts, benannt, nachdem von der US Post-Behörde die Namen Jackpot, Riverside und Casino abgelehnt wurden.
Gegenüber von Laughlin auf der anderen Seite des Colorado River liegt die Stadt Bullhead City, Arizona, woher auch die meisten Casinomitarbeiter kommen.